# Dichotomius camposeabrai
Dichotomius camposeabrai là một loài bọ cánh cứng trong họ Bọ hung (Scarabaeidae).